# Miodera eureka
Miodera eureka is een vlinder uit de familie van de uilen (Noctuidae). De wetenschappelijke naam van de soort is voor het eerst geldig gepubliceerd in 1926 door Barnes & Benjamin.